# ノッタムン・タウン
ノッタムン・タウン（Nottamun Town）は、"Nottingham Fair" や "Fair Nottamon Town" (Roud # 1044)と言った異なるタイトルでも知られるはアメリカの民謡。しばしば中世英国起源の歌が植民地時代の初期に北米に持ち込まれ、口伝えで保存されたと示唆されることもあり、一部の人気のある作品ではそのように解説されることもあるが、18世紀から19世紀の大衆的なブロードサイドに由来している可能性が高く、19世紀の "Paddy's Ramble to London" が直接の前身である可能性がある。
イギリスの音楽史研究者セシル・シャープはこの曲の最もよく知られているバージョンを、1917年にケンタッキー州東部炭田地域で収集した。これ以前にジョサイア・コームズも同じ地域でこの曲を収集しており、20世紀の後半にはノバスコシアでクレイトンによって、ミズーリ州とニュージャージー州ではランドルフによって別のバージョンが収集された。しかしながら、舞台喜劇の歌 "The Old Grey Mare"（年とった灰色の雌馬）などの非常に密接に関連した曲は、19世紀のアメリカで印刷物としてよく知れていた。

## 歌詞
この曲の現代のほぼすべてのバージョンはリッチーの姉のユーナが歌うものをシャープが1917年に収集したテキストを基にして、1950年代にジーン・リッチーが録音したバージョンを元にしている。現代のバージョンではしばしば最初に紹介され、後にジーン・リッチー自身によって著作権がとられた "mule roany mare" や第5ヴァースの最初の2行と言った歌詞が含まれている。
In fair Nottamun Town, not a soul would look up
Not a soul would look up, not a soul would look down
Not a soul would look up, not a soul would look down
To show me the way to fair Nottamun Town
I rode a grey horse, a mule roany mare
Grey mane and grey tail, green striped on his back
Grey mane and grey tail, green striped on his back
There weren't a hair on her but what was coal black
She stood so still, She threw me to the dirt
She tore-a my hide, and she bruised my shirt
From saddle to stirrup I mounted again
And on my ten toes I rode over the plain
Met the King and the Queen and the company more
Came a riding behind and a walking before
Come a stark naked drummer, a-beating a drum
With his heels in his bosom come marching along
They laughed and they smiled, not a soul did look gay
They talked all the while, not a word they did say
I bought me a quart to drive gladness away
And to stifle the dust, for it rained the whole day
Sat down on a hard, hot cold frozen stone
Ten thousand stood round me yet I was alone
Took my hat in my hand, for to keep my head warm
Ten thousand got drowned that never was born
リッチーはこの歌が彼女の家族の間でのみ伝えられていたと信じていたが、非常に似通ったバージョンがほんの数年前に地域的には知られていた。ケンタッキー州の楽曲収集家ジョサイア・コームズは1910年に印刷されたテキストを "Fair Nottingham Town" としてチャップ・ブック Wehman Bros' Good Old-Time Songs,  No. 1 の中に発見しており、さらに1910年に州上院議員ヒリヤード・スミスから "Fair Nottamon Town" と言うタイトルで、追加のスタンザを含む近しい口承バージョンを収集していた：
As I went down to Nottamon fair
I rode a stone horse they called the gray mare;
She had a green list down her back:
And there wasn't a hair but what was coal black.
She stood still, but she threw me in the mud
She daubed my hide and bruised my shirt,
From saddle to stirrup I mounted her again,
And on my ten toes rode over the plain.
I met the king and the queen and a company more
A-riding behind and walking before,
And a stark naked drummer a-beating his drum,
With his heels in his ass a-marching along.
I asked them the way to fair Nottamon town,
They were so mad not a soul look-ed down-
They were so mad not a soul look-ed down
To tell me the way to fair Nottamon town.
When I got there, no one could I see,
They all stood around a-looking at me;
I called for a quart to drive gladness away,
To stifle the dust - it had rained the whole day.
I sat on a cold hot frozen stone,
Ten thousand standing 'round me, yet I was alone;
Ten thousand got drownded before they were born,
I took my hat in my hand to keep my head warm.
Then I'll take my black horse and a-fishing I'll go,
A-fishing I'll go, whether or no;
My fish they turned over, my wagon did spill -
I'll sell my gray mare - I'll be damned if I will!
The first girl I have, it shall be a boy,
Returned to the house of my first joy;
The first house I live in, it shall be a hog-pen,
And what-in-the-hell will become of me then?

## 起源
曲の起源と意味については多くの考察が行われ、ノッティンガムへの言及はイングランド起源を示唆するために取られている。EFDSSディレクターのダグラス・ケネディによってリッチーに最初に提案された理論の1つは、中世が起源であり、英国の伝統的な芝居に関連する歌に由来するというものだが、リッチーはこれを裏付ける記録を見つけることができなかった。2つ目は、イングランド内戦でイングランド王チャールズ1世がノッティンガムの周りに最初の軍隊を立ち上げたときのことかもしれあい。当時、日記作者やパンフレット作成者の間で人気のあったテーマは「世界がひっくり返った」であった。
しかし、「ノッタムン・タウン」に「隠された」意味があるという特定の証拠はなく、さらに広く類似した「驚異と嘘の歌」は非常に一般的で、「ノッタムン・タウン」は後者の例のようであり、マミングやノッティンガム自体との関連を裏付ける証拠は見つかっていない。
より可能性の高い解釈は、「ノッタムン・タウン」やその他のアメリカ版の言葉は、結局18世紀初頭のブロードサイド売られていた非常によく似た矛盾と不条理の連続を含む、イギリスに旅行するアイルランドの兵士の物語のバラード "Teague's Ramble"（ティーグの散歩） ないし "Teague's Ramble to the Camp"（キャンプへのティーグの散歩）に由来するというものである
。
"Teague's Ramble" とさまざまな模倣は、1740年頃のいくつかのイングランドまたはスコットランドのブロードサイドおよび1748年にマサチューセッツ州ボストンで印刷され、そのメロディは他の多くの曲を作るために使用され、1750年にダブリンのステージで「変奏を付けて」演奏された。この歌は当時の数多くのアイルランド人をからかったものの一つだったが、ソールズベリー平原で国王軍に加わったアイルランド人と言う主題と、「オランダのジェネヴァ」への言及は、アイルランド軍がイングランドに派遣されたと言う噂があることから、特に1688年の革命での反カトリック風刺に起源を持つ可能性が示唆されている。
19世紀初頭までに、"Paddy's Ramble to London"（ロンドンへのパディの散歩）と呼ばれる人気のブロードサイドバージョンがアメリカで流通し、おそらく「ノッタムン・タウン」のおおもとを形成した。このテキストは、明らかに1889年のジョンズタウン洪水に関連して追加された「溺死した1万」というフレーズなど、地域的や時事的な言及を含むように歌い手によって調整され、別のバージョンでは、ブルランの戦いに灰色の牝馬が参加している。

## 改作
"The Old Grey Mare" などの19世紀半ばの印刷された版を除くリッチーのものに似た変種は、20世紀の間にアメリカの他の場所で収集された。これには、1941年にミズーリ州ウォルナット・シェードでチャールズ・インゲントロンの歌唱から収集された "Nottingham Fair"や、オザークでのオリー・ギルバートの歌唱から収集された1966年版の "Adam Ham Town" などが含まれており、もう一つは1941年にカリフォルニア州の移民労働者であるビル・ジャクソンから収集した "That Awkward Old Song"である。ニューファンドランド島では "Paddy Backwards" というタイトルの亜種も収集された。ただし、フェアポート・コンヴェンションやバート・ヤンシュによって録音された有名なバージョンなど、フォーク音楽復興運動以降のほとんどの商用バージョンはジーン・リッチーのバージョンに由来している。
同じバージョンのメロディーはアルバム『フリーホイーリン・ボブ・ディラン』収録の1963年の曲「戦争の親玉」でボブ・ディランが使用した。イアン・マシューズは1996年のアルバム God Looked Down で自身の曲 "So Many Eyes" にこのメロディを使用したが、それ以前にマシューズのアルバム Second Spring収録のシルヴィア・タイソンによって書かれた曲 "Southenr Comfort" でメロディを参照している。
英国のフォークアーティスト、スティーブ・ティルストンは、2011年のアルバム The Reckoning で現代的な歌詞のバージョンを録音しており、イングランドのフォークトリオ、レディ・メイザリーがこの曲の変形 "Nottumun Fair" をレコーディングし、2011年のアルバム Wave and Spin に収録した。イギリスの民俗トリオLady Maiseryがこの曲のバージョン「Nottamun Fair」をレコーディングし、2011年のアルバム「Weave and Spin」に出演しました。キャッツ・ラフィングがこの曲をアルバム Another Way to Travel で録音し、ジョン・ラングスタッフがセルフタイトルアルバムに録音した。LISTENBEEは2015年にディープ・ハウス・バージョンの曲を制作した。イングランドのフォークデュオ、ジェイコブ＆ドリンクウォーターは2019年のアルバム This Old River に翻案を追加した。